# 天主教安东教区
天主教安東教區（拉丁語：Dioecesis Andongensis）是韓國一個羅馬天主教教區，屬大邱總教區。範圍包括慶尚北道北部，座堂位於安東市。2007年，有45,283名教友，估轄區總人口5.8%，有35個堂區、7名司鐸、63名修士、169名修女。
1969年5月29日自大邱和原州教區分出成為教區。現任主教為權赫周。

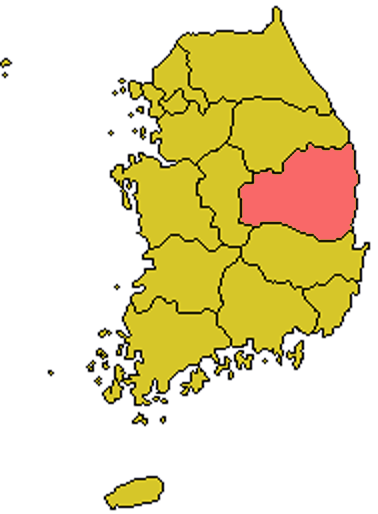
教區範圍